# Johan Jacob Ferguson
Johan Jacob Ferguson (L'Aia, 1630 – Amsterdam, 6 ottobre 1691) è stato un matematico olandese.

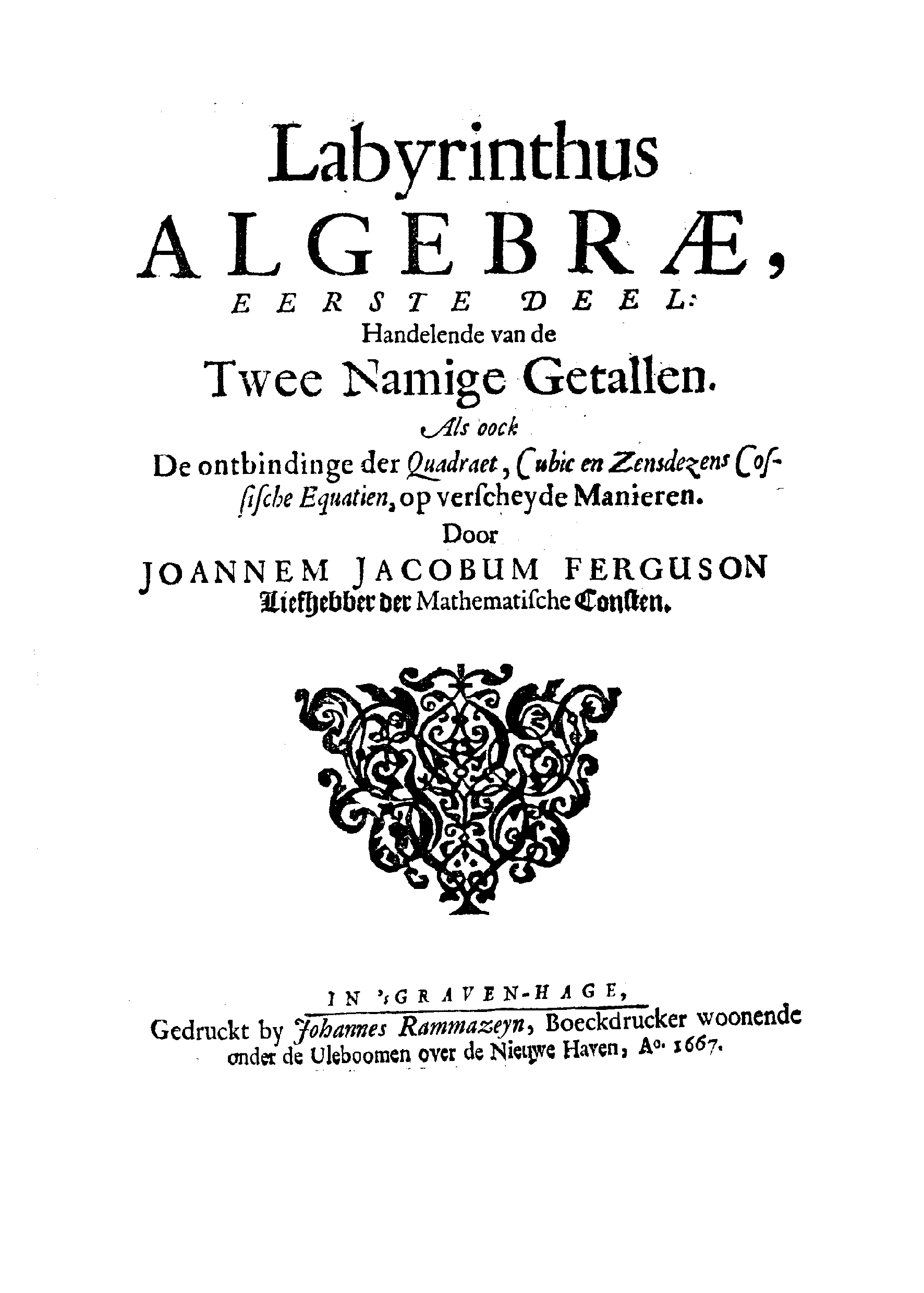
Labyrinthus algebrae, 1667

Fu corrispondente di Gottfried Wilhelm von Leibniz.

## Biografia
Nacque intorno al 1630 probabilmente all'Aia e morì prima del 24 novembre 1706, probabilmente il 6 ottobre 1691 ad Amsterdam.
Nel suo libro del 1667 Labyrinthus algebrae, scritto in basso olandese, mostra la soluzione di equazioni cubiche e biquadratiche utilizzando nuovi metodi.
Il libro ebbe una parziale traduzione in latino (andata perduta) e fu inviato a Isaac Newton.

## Opere
- (NL) Labyrinthus algebrae, 's-Gravenhage, Johannes Rammazeyn, 1667.